# فوازير ميريام فارس
فوازير ميريام فارس هو برنامج فوازير تلفزيوني على شكل استعراض ومسابقات مصري عرض في رمضان 2010 وقدمته النجمة وملكة المسرح ميريام فارس.

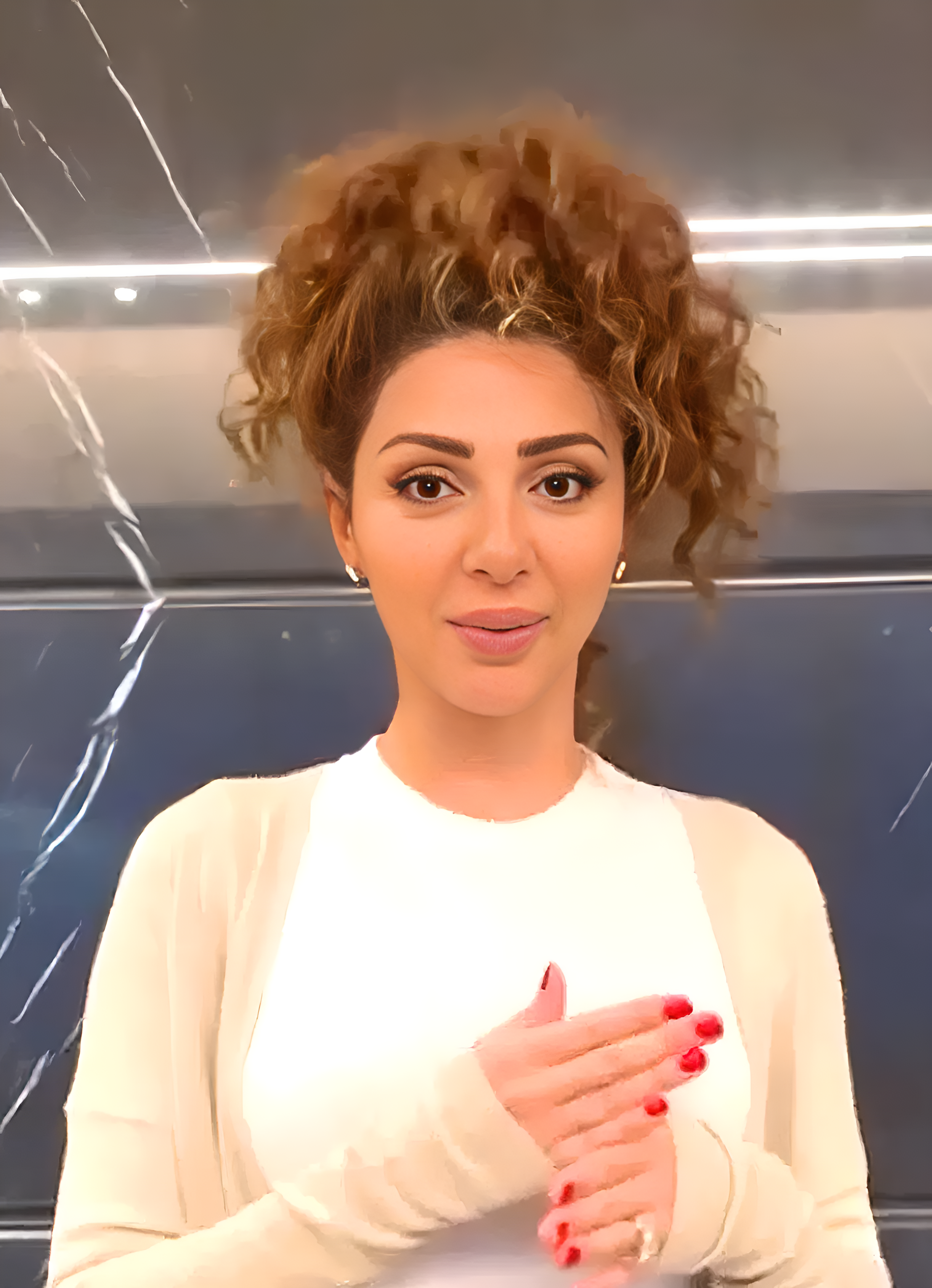
ميريام فارس في دور بطلة فوازير ميريام فارس

## فكرة البرنامج
في الفقرة الأولى من البرنامج، يتم عرض مشهد تمثيلي يمثل حالة معينة يجب على المشاهد معرفة الدور الذي تقدمة الشخصية (ميريام فارس)، قد تكون صاحبة محل تجميل أو سفيرة أو مرشدة سياحية، وعلى المشاهد معرفة المشهد والٱجابة عن طريق رسالة نصية.
والفقرة الثانية تنص على المشاهد معرفة نوعية الإعلان الذي تروج له ميريام عن طريق مشهد تمثيلي، سواء أكان لمسحوق ما أو غيره من المنتوجات.
والفقرة الآخيرة هي فقرة متميزة في البرنامج، حيث تقوم ميريام فارس باستعراضات راقصة من مختلف الثقافات العالمية، وعلى المشاهد معرفة الرقصة وموطنها الأصلي.